# Mark M. Davis
Mark Morris Davis (né le 27 novembre 1952) est un immunologiste américain. Il est directeur et professeur famille Avery d'immunologie à l'Institut d'immunité, de transplantation et d'infection de l'Université Stanford.

## Éducation
Davis fait ses études à l'Université Johns-Hopkins et au California Institute of Technology (Caltech), où il obtient un doctorat en 1981 pour des recherches supervisées par Leroy E. Hood.

## Recherches
Davis est connu pour avoir identifié les premiers gènes récepteurs des lymphocytes T, responsables de la capacité des lymphocytes T à « voir » les entités étrangères, résolvant ainsi un mystère majeur de l'immunologie à l'époque. Lui et son groupe de recherche font de nombreuses découvertes ultérieures sur ce type de molécule, en particulier concernant ses propriétés biochimiques et d'autres caractéristiques, notamment la démonstration que les cellules T sont capables de détecter et de répondre même à une seule molécule de leurs fragments de ligands d'antigènes liés aux molécules de surface cellulaire du complexe majeur d'histocompatibilité. Il développe également une nouvelle méthode d'étiquetage de lymphocytes T spécifiques en fonction des molécules qu'ils reconnaissent, et cette procédure est désormais une méthode importante dans de nombreuses études cliniques et fondamentales sur l'activité des lymphocytes T, depuis les nouveaux vaccins contre le cancer jusqu'à l'identification des lymphocytes T « voyous » dans l'auto-immunité. Ces dernières années, il s'est de plus en plus concentré sur la compréhension du système immunitaire humain, depuis le développement d'approches de biologie systémique à grande échelle jusqu'à l'invention de nouvelles méthodes pour aider à démêler les complexités des réponses des lymphocytes T au cancer, à l'auto-immunité et aux maladies infectieuses,,.